# Tarta de Puentedeume
La tarta de Puentedeume, o torta de Pontedeume en gallego, es una elaboración de repostería propia del municipio de Puentedeume (provincia de La Coruña). Se trata de una tarta con una masa elaborada con almendras, azúcar y yemas de huevo. El uso abundante de la yema de huevo hace que se la denomine en la villa como tarta de yema. Siendo muy similar en apariencia a la tarta de Santiago, se diferencia en la composición de los ingredientes así como en el dibujo de su parte superior. La tarta de Puentedeume posee más yema de huevo, mientras que la de santiago suele hacerse con un contenido de almendra mucho mayor en proporción.  La receta de este dulce la publica por primera vez el gastrónomo gallego Manuel María Puga y Parga (alias Picadillo) en su libro: A cociña Popular Galega y recetas para la cuaresma. En este municipio existen otros referentes reposteros como son los melindres y almendrados, la prolla o el manguito eumés.